# Christian Friedrich Stromeyer
Christian Friedrich Stromeyer (* 26. März 1761 in Hannover; † 26. Oktober 1824 ebenda) war ein deutscher Hof- und Leib-Chirurg und Vater von Louis Stromeyer.

## Leben
Er erhielt seine erste Ausbildung mit 17 Jahren an der chirurgischen Schule in Braunschweig, mit 20 Jahren wurde er dann Kompaniechirurg. 1786 erhielt er die Möglichkeit in Göttingen Medizin zu studieren. Ein Stipendium eröffnete ihm am 6. Juli 1792 den Weg nach England, um sein Studium zu ergänzen. Im Rahmen des Ersten Koalitionskrieges wurde er am 1. Januar 1793 zurückgerufen und kam als Regimentschirurg zu den kurhannoverschen Truppen in die Niederlande. Ende 1795 kehrte er nach Hannover zurück, wo er Hospitalleiter und Hofchirurg wurde. Seine Gesundheit war aber so zerrüttet, dass er seine Praxis erst Ende 1796 eröffnen konnte. Aus England übernahm er bereits 1799 die Impfung gegen Kuhpocken, so dass er und Ballhorn am 30. August 1800 von 700 geimpften Patienten berichten konnten.
1802 wurde er Leibchirurg, später 1. Wundarzt des Militär-Hospitals.
Nach seinem Rückzug aus der Praxis reorganisierte Stromeyer das hannoversche Militärsanitätswesen.

## Familie
Er heiratete am 29. Oktober 1800 Louise Louis (* 12. Januar 1781; † 30. August 1832), die aus einer Hugenottenfamilie stammte und deren Vater der Lotteriebetreiber Georg Friedrich Louis († 4. November 1805) war. Das Paar hatte vier Söhne und fünf Töchter (zwei starben jung):
- Sophie (* 2. November 1802; † 8. Juli 1872) ⚭ Philipp Paulus Theodor Duerr (* 2. Oktober 1793; † 23. Dezember 1874)
- Georg Friedrich Louis (* 6. März 1804; † 15. Juni 1876) ⚭ 1831 Luise Bartels (1807–1890)
- August Friedrich Hillmar (* 7. Juli 1807; † 21. November 1887) ⚭ Wilhelmina Friederika Bock (* 17. April 1821; † nach 1889)
- Karl Ernst Stephan (* 11. September 1810; † 19. Mai 1892) ⚭ Cacilie Luise Banks (* 13. Juni 1828; † 27. Februar 1899)
- Karoline Ernestine (* 2. Oktober 1811; † 17. November 1876) ⚭ Gustav Ludewig Werner Hantelmann (* 2. Februar 1799; † 29. September 1878)
- Marie Elisabeth (* 6. Oktober 1812; † 1873) ⚭ N.N. Schmidt (* 2. Januar 1802; † vor 1873)
- Ernst Georg Friedrich Louis (* 30. Januar 1815; † 21. März 1886) ⚭ Sophie Friedrike Detmer (* 3. September 1830; † 19. August 1897)

## Trivia
Stromeyer war auch Theaterarzt. Drei seiner ehemaligen Assistenten wechselten die Branche. Sein Schüler Johann Christian Gerber, der ebenfalls Chirurg werden sollte, zog es nach drei Jahren Ausbildung vor, Theaterschauspieler zu werden- So auch der spätere, mit der Sängerin Clara Vespermann verheiratete Bariton Wilhelm Vespermann (1784–1834) und der seinerzeit bekannte Komiker Wüstenberg, die bei ihm Assistenten waren.
Nach vergeblichen Behandlungsversuchen durch drei Zahnärzte, konnte der Pyrmonter und Göttinger Zahnarzt Jakob Calmann Linderer (eigentlich Callmann Jacob) 1809 ihm einen oberen Weisheitszahn erfolgreich extrahieren.